# Algirdas Vapšys
Algirdas Vapšys (ur. 30 listopada 1933 w Sołokach, zm. 17 września 2021 w Wilnie) – litewski inżynier i polityk, minister budownictwa w latach 1992–1994.

## Życiorys
W 1957 ukończył studia na wydziale hydrotechniki Kowieńskiego Instytutu Politechnicznego.
W latach 1957–1980 pracował jako inżynier w wileńskim przedsiębiorstwie budowlanym. Od 1980 do 1992 pełnił funkcję zastępcy ministra budownictwa. 17 grudnia 1992 został stanął na czele resortu budownictwa jako minister w rządzie Bronislovasa Lubysa. Zachował stanowisko w gabinecie Adolfasa Šleževičiusa. Po odejściu z funkcji ministra w lutym 1994 przez kilka lat pracował w firmach doradczych.
W latach 2001–2006 był doradcą premiera Algirdasa Brazauskasa. Od 1997 pełnił funkcję prezesa litewskiego stowarzyszenia inżynierów budownictwa.